# Jurij Utkin
Jurij Volodymyrovych Utkin, (ukrainska: Юрій Володимирович Уткін) född 3 augusti 1990 i Charkov, Ukrainska SSR, Sovjetunionen (nuvarande Ukraina) är en ukrainsk handikappidrottare som tävlar i skidskytte och längdåkning.
Utkin föddes med en synskada.

## Meriter[2]
- Silver vid paralympiska vinterspelen 2014, 4 x 2,5 km öppen stafett
- Guld vid paralympiska vinterspelen 2018, 4 x 2,5 km mixstafett
- Brons vid paralympiska vinterspelen 2018, 12,5 km skidskytte